# Sour John
Sour John est une census-designated place du comté de Muskogee, dans l'État d'Oklahoma, aux États-Unis,. En 2020, elle compte une population de 71 habitants.